# Anton Amade de Varkony
Antun Amade de Varkony, mađarski grof i veliki župan zagrebački, 1797. godine osnovao je prvo zagrebačko javno kazalište pod nazivom Amadeov teatar i vodio ga do zatvaranja 1834. godine. Amadeov teatar nalazio se u nekadašnjoj Blatnoj i Kazališnoj, a danas Demetrovoj ulici, u zgradi u kojoj se nalazi Hrvatski prirodoslovni muzej, i u kojoj se od 2000. godine ljeti održava Klupska kazališno-glazbena scena Amadeo.
Nakon zatvaranja Amadeova teatra, grof Amade povlači se na svoje posjede u Mađarsku.